# Aristides de Milet
Aristides (en grec antic: Αριστείδης, llatí: Aristides) fou un escriptor grec del segle ii aC natural de la ciutat de Milet. És l'autor al qual s'atribueix l'obra Les Milesíaques, que no s'ha conservat més que en fragments i testimonis però que hom sap que era una novel·la llicenciosa en prosa, escrita en almenys sis llibres i que tenia com a escenari la ciutat de Milet.
Hom el considera l'inventor de la novel·la grega. Les Milesíaques foren traduïdes al llatí per Luci Corneli Sisenna, traducció que va influir sobre Apuleu en les seves Metamorfosis i va gaudir de certa popularitat a Roma, però de la qual només es conserven fragments.
Podria ser el mateix Aristides que va escriure unes obres històriques sobre Sicília, Itàlia i Pèrsia.